# Gewölbe (Wismar)

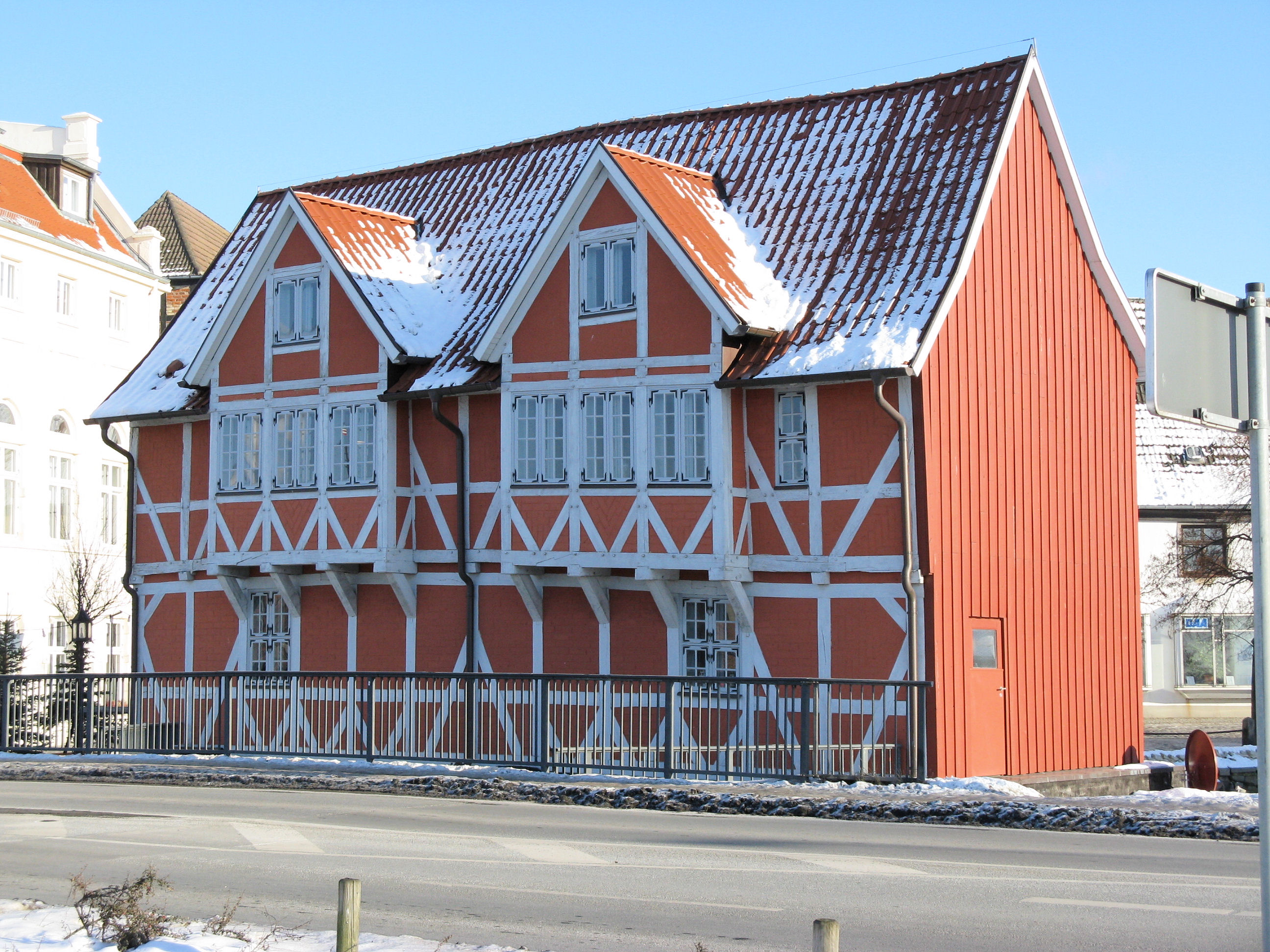
Gewölbe, hafenseitige Ansicht

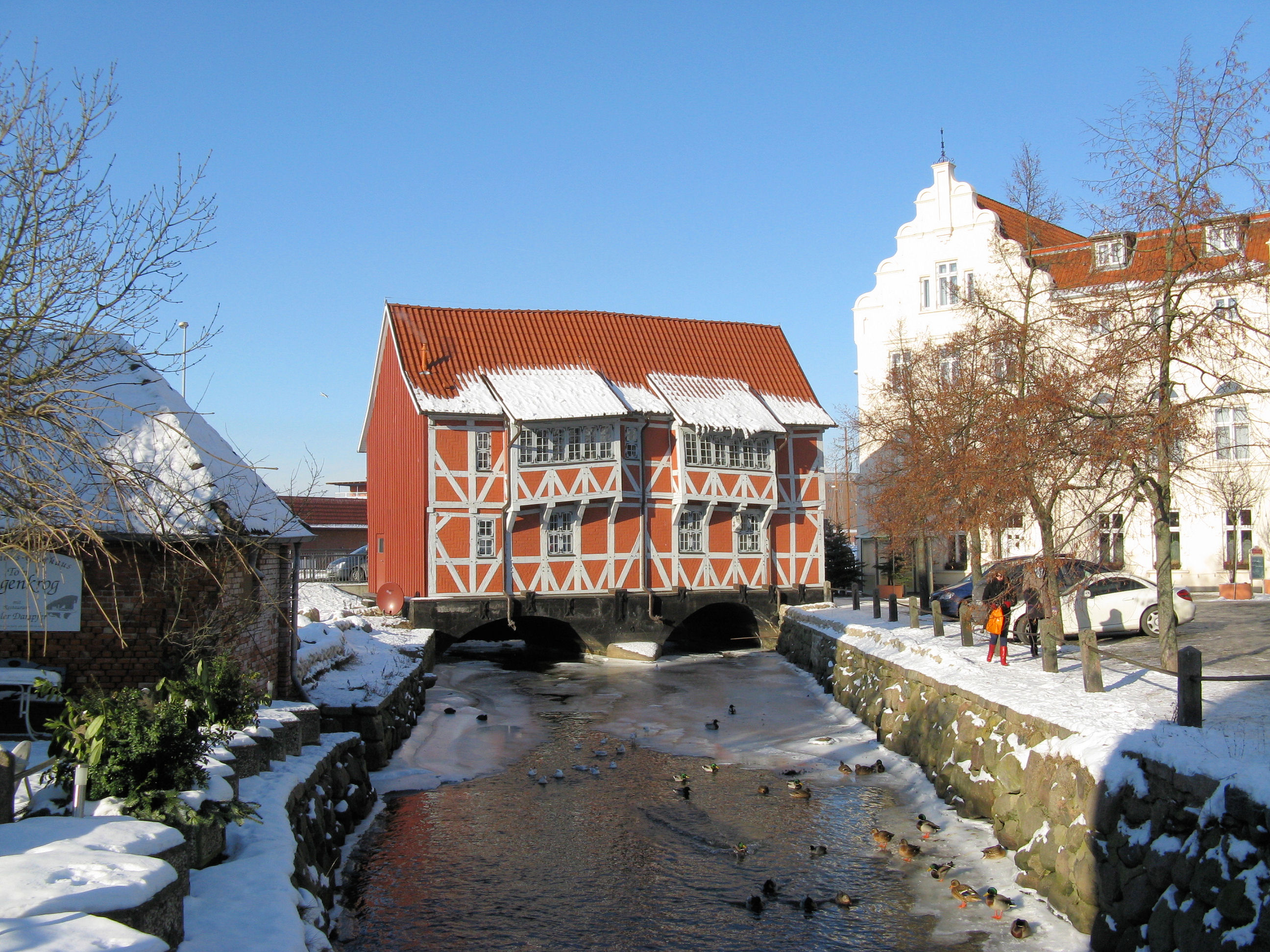
Stadtseitige Ansicht mit Runder Grube

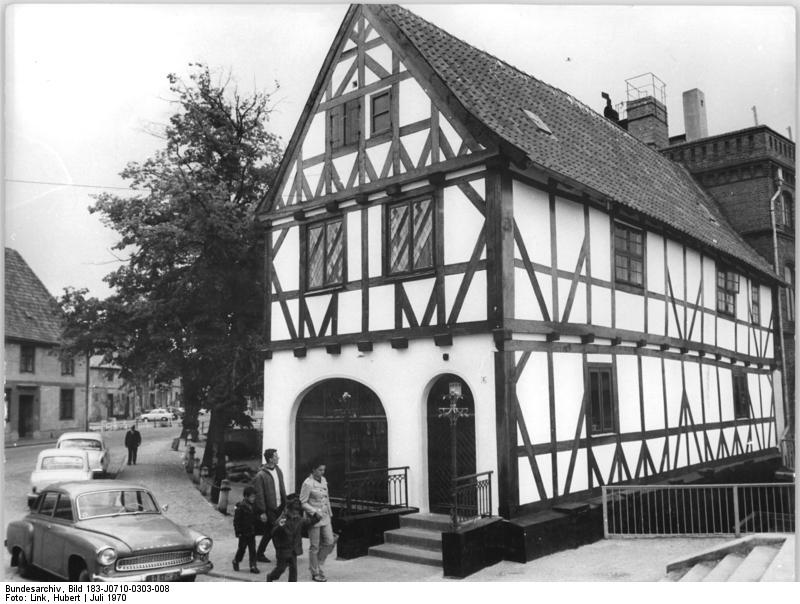
Gewölbe (1970), im Hintergrund die 2000 im Zuge der Vorbereitung der Sanierung abgerissene Räucherei

Gewölbe ist die Bezeichnung eines denkmalgeschützten Fachwerkhauses in der Runden Grube 4 in der Hansestadt Wismar in Mecklenburg-Vorpommern. Es befindet sich in direkter Nähe zum Alten Hafen.

## Baubeschreibung
Das Haus ist ein zweigeschossiger Fachwerkbau mit jeweils zwei Erkern auf der dem Hafen zugewandten Westseite und der Ostseite. Es steht auf zwei namensgebenden, tonnengewölbten Brückenjochen. Unter dem Gebäude fließt die Runde Grube hindurch, die kurz darauf in den Alten Hafen mündet. Direkt westlich des Gewölbes überbrückt die Straße Am Hafen die Grube.

## Geschichte
Das ursprünglich in den Verlauf der Stadtbefestigung einbezogene Gebäude wurde Mitte des 17. Jahrhunderts errichtet und hatte bereits einen ähnlichen Vorgänger aus der Zeit um 1400. Baulich wurde es im 18. und 19. Jahrhundert umfassend verändert. Es befand sich bis 1823 im Besitz der Stadt Wismar. Die Vorsteher des Ratskellers, die so genannten Weinherren, prüften hier im 17. und 18. Jahrhundert im Hafen angelieferte Weine auf ihre Qualität, bevor diese weiter ins Rathaus gelangten. Später wurde im Gewölbe durch Pächter Bier ausgeschenkt. Die Nutzung des Hauses änderte sich, als 1864 J. Wesenberg seine Fisch- und Aalräucherei hierher verlegte. Die eigentliche Räucherei, ein dreigeschossiger Backsteinbau aus dem 19. Jahrhundert, befand sich an der Südseite des Gewölbes, wurde jedoch aufgrund von Baufälligkeit im Jahr 2000 abgerissen. Bei Stadtbränden wurde früher der Abfluss der Grube ins Hafenbecken versperrt, so dass Wasser zum Löschen des Brandes aufgestaut werden konnte. Dies geschah durch eiserne Tore, die vom städtischen Bauhof herangeschafft wurden.
Um die Jahrtausendwende wurde der im Erdgeschoss befindliche Laden modernisiert und  der nördliche Giebel erhielt eine neogotische Schaufenstergestaltung. Bei der Sanierung und Rekonstruktion im Jahr 2003 wurden die ursprünglichen Fassaden wiederhergestellt und auch der Putz auf der Westseite entfernt.